# Gibina, Razkrižje
Gibina je naselje v Občini Razkrižje.
V središču vasi stoji kapelica z zvonikom, ki je bila zgrajena leta 1924 in prenovljena 1994 ter nazadnje leta 2013.
Na Gibini se reka Ščavnica izliva v reko Muro. V bližini najdemo tudi potočni mlin, ki tam stoji že več kot 200 let in je bil v zadnjih letih tudi obnovljen.
V bližini je bil do vstopa Hrvaške 1. januarja 2023 v skupno schengensko območje, ko je bila mejna kontrola po 32. letih ukinjena, tudi mejni prehod Gibina.